# Pablo Rudomín Zevnovaty
Pablo Rudomín Zevnovaty (Ciutat de Mèxic, Mèxic 1934) és un neurobiòleg mexicà.
Nascut a Ciutat de Mèxic, de pares d'origen rus, estudià biologia a l'Institut Politècnic Nacional de Mèxic (IPN). És director del programa de neurologia del Centre per a la INVestigació i els Estudis AVançats (CINVESTAV) de l'IPN des de 1984. Ha centrat els seus estudis de neurologia sobre l'anàlisi dels mecanismes centrals del control de la informació que és transmesa per les fibres de la coincidència de pells i músculs de la columna vertebral.
És també un investigador convidat a diferents universitats i centres mundials, com ara l'Institut Rockefeller de Nova York, l'Institut de Patologia Mèdica de Siena, el Laboratori de Biologia Marina de Massachusetts i les Universitats de Göteborg i Canberra, i ha arribat a ser president de l'Acadèmia Mexicana de ciències, vicepresident de la Societat Mexicana de Ciències Fisiològiques i Coordinador general del Consell Consultiu Presidencial.
Va ser guardonat el 1972 amb el Premio en Ciencias Naturales de la Academia de Investigación Científica de México i el 1979 amb el Premio Nacional de Ciencias, màxima distinció atorgada pel govern mexicà, el 1987 fou guardonat amb el Premi Príncep d'Astúries d'Investigació Científica i Tècnica, al costat del veneçolà Jacinto Convit, pels seus estudis sobre la medul·la espinal.